# Auberge Hugh-Glover

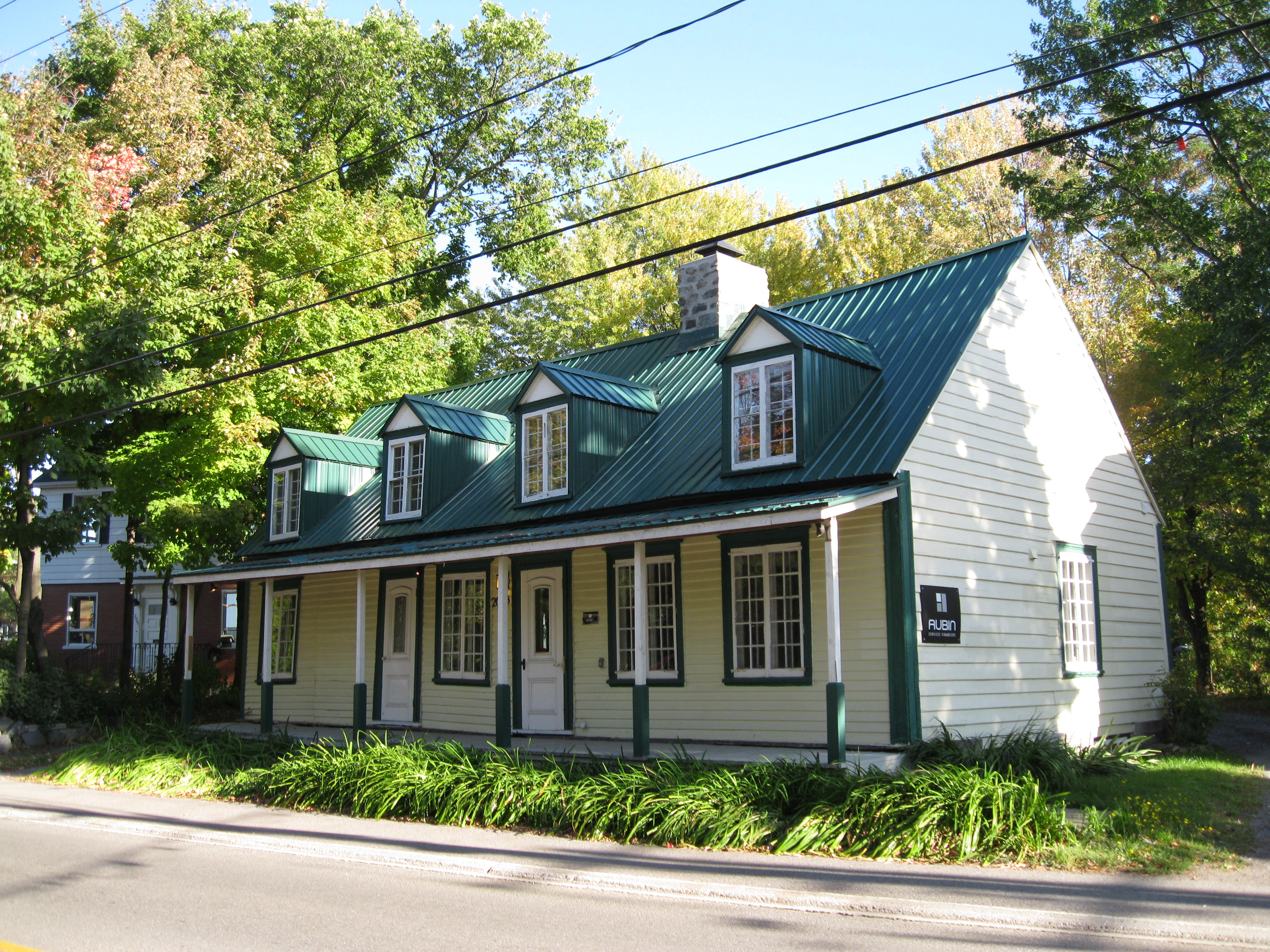
L'Auberge Hugh-Glover

L’auberge Hugh-Glover est un immeuble patrimonial situé dans l'arrondissement Sainte-Foy–Sillery–Cap-Rouge de la ville de Québec, au Canada. Elle a été classée comme immeuble patrimonial en 2012.

## Histoire
L'Auberge Hugh-Glover a d'abord été construite en 1818, puis agrandie entre 1836 et 1851. Elle est initialement opérée par Hugh Glover, puis, par sa veuve, Elizabeth Trahan, lorsque celui-ci décède en 1824. Elle continue par la suite à être opérée comme auberge par différents propriétaires jusqu'en 1865, date à laquelle la licence d'auberge n'est pas renouvelée par l'ancien conseil municipal de Sainte-Foy.